# Styloniscus sp. nov.
Styloniscus sp. nov. é uma espécie de crustáceo da família Styloniscidae.
É endémica da Austrália.